# Oreomela foveipennis
Oreomela foveipennis es una especie de insecto coleóptero de la familia Chrysomelidae.
Fue descrita científicamente en 1986 por Chen & Wang in Chen, Wang & Jiang.